# Ximacodes affinis
Ximacodes affinis is een vlinder uit de familie slakrupsvlinders (Limacodidae). De wetenschappelijke naam van deze soort is voor het eerst geldig gepubliceerd in 1890 door Mabille.
De soort komt voor in tropisch Afrika.